# Боэ (гора)
Боэ (итал. Piz Boè) — горная вершина массива Селла в Доломитовых Альпах. Возвышается на 3152 метра и является самым высоким пиком Селлы.
Гора находится на границе провинций Тренто, Больцано и Беллуно в северной Италии. Расположена к северу от горы Мармолада и к востоку от массива Сассо-Лунго. Вершина горы довольна красива и наиболее лёгкая для восхождения среди 3000-метровых гор Доломитов, ввиду чего является популярным туристическим объектом и летом переполнена туристами. Боэ расположена выше перевала Пордои. Благодаря своему местоположению, летом с вершины Боэ видны большинство основных пиков Доломитов.

## Инфраструктура
До верхней станции Сассо-Пордои можно добраться по канатной дороге за час с небольшим времени, при этом некоторые трудные для восхождения места также оборудованы канатной дорогой.
С 1969 года на горе открыта минигостиница Rifugio Capanna-Fassa, предоставляющая ограниченный сервис для ночёвки туристов. В 1974 году на вершине была установлена направленная антенна для обеспечения связью.
Первое восхождение на вершину совершил австрийский альпинист Пауль Грохманн в 1864 году.

## Галерея

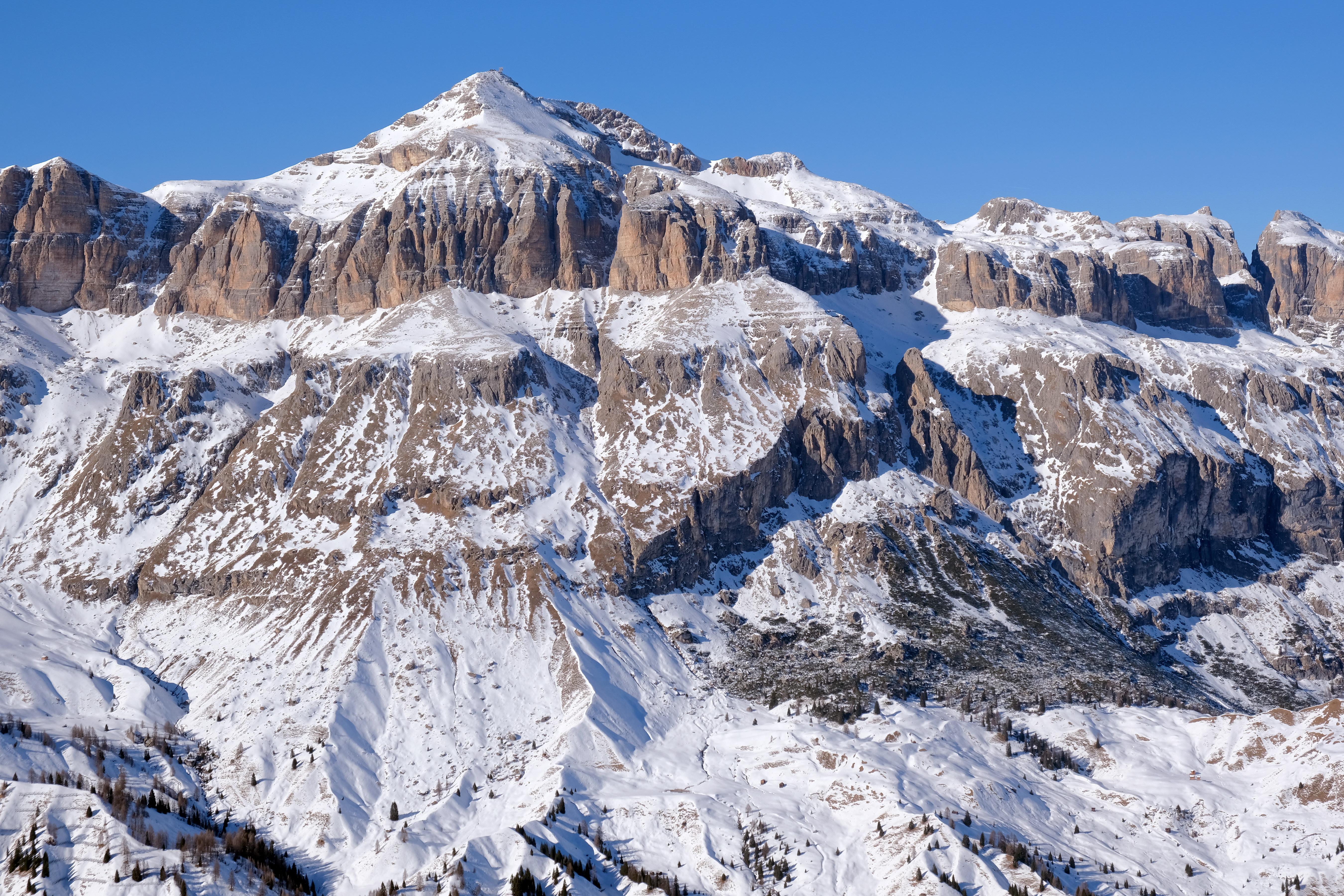
Массив Селла с Боэ
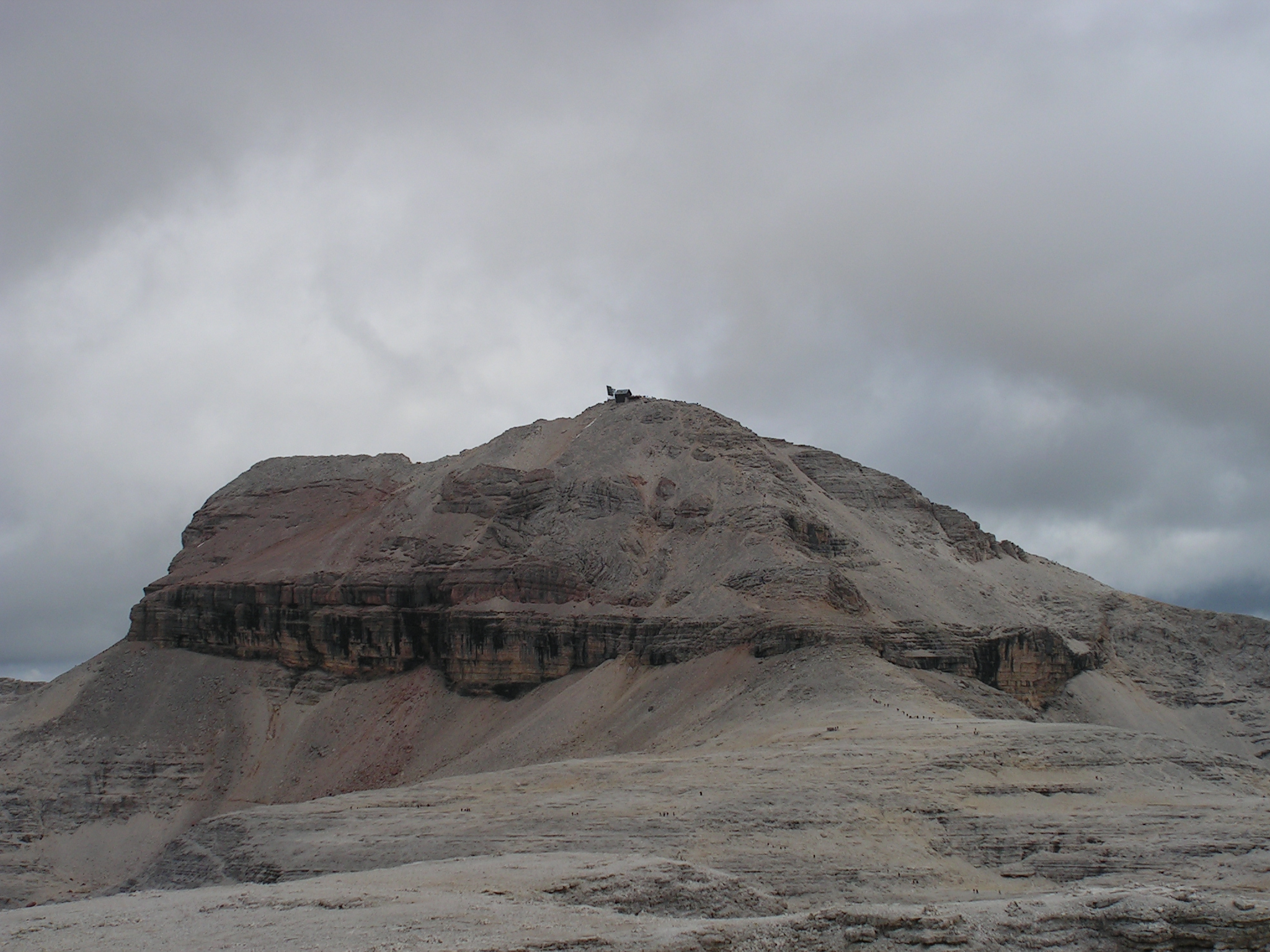